# Краснобруд (гмина)
Краснобруд (пол. Krasnobród) — гмина (волость) в Польше, входит как административная единица в Замойский повет, Люблинское воеводство. Население — 7272 человека (на 2008 год).

## Сельские округа
1. Вулька-Хусиньска
2. Грабник
3. Доминиканувка
4. Зелёне
5. Качурки
6. Майдан-Вельки
7. Майдан-Малы
8. Малевщызна
9. Нова-Весь
10. Подкляштор
11. Поток-Сендерки
12. Стара-Хута
13. Хутки
14. Хуткув
15. Хуциско
16. Шур

## Соседние гмины
1. Гмина Адамув
2. Гмина Звежинец
3. Гмина Крынице
4. Гмина Сусец
5. Гмина Тарнаватка
6. Гмина Юзефув